# 블라디미르 야보르스키
블라디미르 야보르스키(체코어: Vladimír Javorský, 1962년 5월 2일~)는 체코의 배우이다.

## 영화
- 앤젤스 (2014년)
- 꽃봉오리 (2011년) - 야다 역
- 다락방은 살아있다 (2009년)
- 바클라브 (2007년)
- 모스트 (2003년)
- 젠틀맨 하이웨이맨 (1999년)
- 언 앰비규어스 리포트 어바웃 디 엔드 오브 더 월드 (1997년)